# Giovanni Mazone

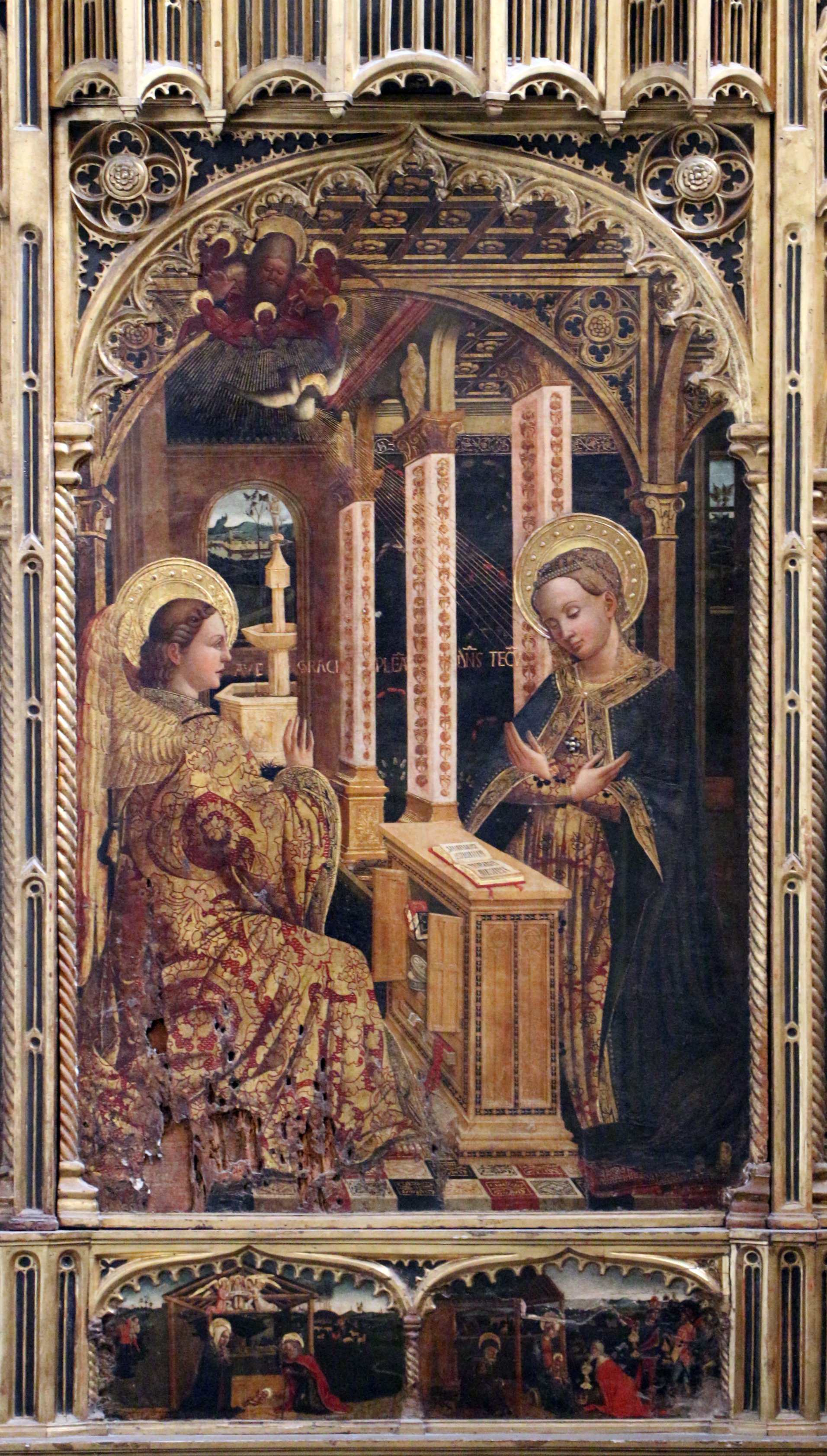
particolare del Polittico conservato nella chiesa di Santa Maria di Castello, Genova.

Giovanni Mazone (Alessandria, 1433 – Genova, 1511) è stato un pittore italiano.

## Biografia
Giovanni Mazone nacque molto verosimilmente ad Alessandria attorno al 1433 da una famiglia di artigiani pittori, anch'essi alessandrini che da tre generazioni si erano trasferiti in Liguria, come molti altri pittori settentrionali del tempo. Svolse la sua lunga attività artistica sino al 1511, anno della morte, a Genova. Diviene “Pictor” nell'ottobre del 1453 quando il padre Giacomo lo libera dalla patria potestà e fra il 1455 e il 1460 possiede una bottega nella contrada di San Siro a Genova.
Il polittico dell’Annunciazione venne eseguito nell’anno 1470 per l’omonima cappella della chiesa di Santa Maria di Castello a Genova. L'elaboratissima cornice lignea dorata fu eseguita dallo stesso Mazone con chiaro intento di voler riprendere gli elementi dell’architettura gotica. Le composizioni della predella rappresentano quattro episodi della vita di Maria: Sposalizio della Madonna ed il suo incontro con Elisabetta; nascita di Gesù; adorazione dei magi; fuga in Egitto e purificazione della B. V. Annunziata. Lo scomparto mezzano del secondo piano raffigura il tema principale della tavola, la B. V. Annunziata. Negli scomparti laterali continua il loggiato della scena principale, con due figure ciascuno: a destra i santi Pietro Martire e San Sebastiano; a sinistra San Giovanni Battista e l’apostolo Giacomo Maggiore. La cura nella resa degli oggetti, dei tessuti e dei gioielli, le ombre riportate, le atmosfere luminose rimandano a modelli nordici. Molto curata è anche la perfetta prospettiva geometrica sviluppata nel soffitto e nel pavimento.
In Liguria il Mazone fu l'artista che maggiormente risentì di questo mutato clima di circolazione artistica nel Mediterraneo. I documenti attestano che Giovanni Mazone fu artista molto celebre e richiesto ai suoi tempi, ma non si può dire che il suo destino postumo sia stato altrettanto felice. A poco a poco le sue opere furono trascurate, molte andarono perdute e il suo nome fu dimenticato.
Fu Federico Alizeri il vero scopritore del Mazone, colui che chiarì a tutta la critica successiva la posizione di assoluto primo piano, quanto a notorietà ed incarichi, che il pittore occupò a Genova nella seconda metà del Quattrocento e i primi anni del Cinquecento. Sempre dall'Alizeri apprendiamo che Mazone fu maestro di una fiorente bottega, che esercitò oltre l'attività di pittore, anche quella di intagliatore, di scultore, senza disdegnare lavori più modesti, come la decorazione a fregi ornamentali per le case dei ricchi signori genovesi. Ancora oggi però, sebbene molti errori di attribuzione siano stati corretti già da tempo, per alcune opere l'incertezza attributiva rimane e la formazione del pittore è tuttora un problema oscuro.
A questo proposito, non possedendo opere giovanili sicuramente datate né documenti chiarificatori, possono apparire valide due diverse ipotesi: quella sostenuta da Roberto Longhi che il Mazone si sia formato in ambiente veneto attorno alla metà del Quattrocento dando al suo esordio ottime prove, per divenire sterile in seguito adeguandosi al gusto ligure; oppure l'ipotesi che i suoi inizi siano avvenuti in ambiente strettamente mediterraneo con influssi provenzali e catalani, e che solo più tardi il pittore si sia accostato al fervido cantiere padovano attraverso viaggi e conoscenze che sarebbe molto interessante appurare.
Il dipinto con l'Apoteosi di San Nicolò da Tolentino, scomparto centrale di un polittico eseguito nel 1466 per la chiesa di Santa Maria della Cella a San Pier d'Arena, è conservato al Museo civico Amedeo Lia di La Spezia.